# Ny Cancri
Ny Cancri (ν Cancri, förkortad Ny Cnc, ν Cnc), som är stjärnans Bayer-beteckning, är en dubbelstjärna i mellersta delen av stjärnbilden Kräftan. Den har en skenbar magnitud av 5,46 och är synlig för blotta ögat där ljusföroreningar ej förekommer. Baserat på parallaxmätning inom Hipparcosuppdraget på ca 8,3 mas, beräknas den befinna sig på ett avstånd av ca 390 ljusår (120 parsek) från solen.

## Egenskaper
Primärstjärnan Ny Cancri A är en blå till vit jättestjärna av spektralklass A0 III. Den har en massa som är ca 2,8 gånger solens massa, en radie som är ca 3 gånger solens radie och avger ca 93 gånger mer energi än solen från dess fotosfär vid en effektiv temperatur på ca 10 300 K.
Ny Cancri är ett enkelsidig spektroskopisk dubbelstjärna med en omloppsperiod på 3,8 år och en excentricitet på 0,35. Den är en magnetisk Ap-stjärna med en fältstyrka på 846 × 10-4 T, som visar överskott av strontium, krom och kvicksilver i dess spektrum.